# Эфиопы (мифология)
Эфиопы (др.-греч. Αἰθίοπας) — союзники троянцев в Троянской войне; жители упоминавшейся в древнегреческой географии «страны людей с пылающими лицами», лежавшей к югу от Греции, с культом бога солнца; где люди жили в обществе богов и были благочестивы, блаженны и долговечны. Их царь Мемнон, сын Зари, водил их под Трою.
Эфор Кимский (IV век до н. э.) писал, что эфиопы — населявшая юг одна из 4-х человеческих рас (тогда как восток населяли инды, запад — кельты, а север — скифы).
По одной из версий, «эфиоп» на греческом языке означает человека с опалённым лицом, то есть любого чужеземца с тёмным цветом кожи (так уже у Геродота). Впрочем, как указывает А. И. Иванчик, первоначально в греческом эпосе эфиопы не считались чернокожими (слово «эфиоп» означало скорее «блистающий»), а их царь Мемнон описан как красавец (а чернокожие, по мнению Иванчика, в представлении светлокожих греков не могут быть красивыми). У Гесиода эфиопы отделены от чернокожих. Лишь с середины VI века до н. э. прослеживается идентификация эфиопов с чернокожими.
По утверждению Павсания (II век), эфиопы пришли из «персидских Суз и от реки Хоаспа».
Даже у античных историков не было единого мнения о происхождении эфиопов.